# Jezioro Bodeńskie
Jezioro Bodeńskie (Bodenmeer) is een Poolse dramafilm uit 1986 onder regie van Janusz Zaorski. Hij won met deze film de Gouden Luipaard op het filmfestival van Locarno.

## Verhaal
Een Pool zat tijdens de Tweede Wereldoorlog een tijdlang in een interneringskamp aan de grens tussen Zwitserland en Duitsland. Jaren later bezoekt hij de streek opnieuw. De herinneringen aan die periode komen weer naar boven. Hij ontmoet er ook enkele vrouwen waarin hij destijds geïnteresseerd was.

## Rolverdeling
| Acteur                | Personage       |
| --------------------- | --------------- |
| Krzysztof Pieczynski  | Protagonist     |
| Malgorzata Pieczynska | Suzanne         |
| Joanna Szczepkowska   | Janka           |
| Maria Pakulnis        | Renee Bleist    |
| Gustaw Holoubek       | Roullot         |
| Andrzej Szczepkowski  | Thomson         |
| Henryk Borowski       | Wildermayer     |
| Krzysztof Zaleski     | Harry Markowski |
| Krzysztof Gosztyla    | MacKinley       |
| Wojciech Wysocki      | Vilbert         |
| Jacek Sas-Uhrynowski  | Priester Cleont |
| Krzysztof Kowalewski  | Pociejak        |
| Jan Kociniak          | Luitenant Klaus |
| Janusz Bukowski       | Max Pfitzner    |
| Adam Ferency          | Jasiek Paluch   |